# بیماری کین باخ
بیماری کین باخ (به انگلیسی: Kienbock's disease) یک بیماری مچ دست می‌باشد که در واقع نکروز آواسکولار استخوان لونیت است. این بیماری بیشتر در سنین 20 تا40 سال رخ می دهد. علایم کلینیکی عبارتند از : محدودیت حرکت ،درد در ناحیه مچ، ناتوانی درچنگ زدن و..

## تاریخچه
دکتر کین باخ رادیولوژیست اتریشی نخستین کسی بود که در 1910 از روی تصاویر اشعه ایکس این بیماری را مطرح کرد و علت آن را آسیب دیدگی منابع خونرسان لونیت دانست .

## انواع
بیماران به چهار گروه تقسیم می‌شوند:
1. رادیوگرافی نرمال با احتمال شکستگی لونیت
2.اسکلروز لونیت بدون تخریب
3.بافت استخوان لونیت کاملاً مرده است
4.تکه تکه شدن استخوان و تغییرات مفصلی (مانند آرتروز مچ)

## درمان
جراحی و کوشش برای حفظ خونرسانی بافتی در مراحل اولیه اساس درمان را تشکیل میدهد.